# Val-d'Issoire
Val-d'Issoire é uma comuna francesa na região administrativa da Nova Aquitânia, no departamento de Alto Vienne. Estende-se por uma área de 71.60 km². Em 2010 a comuna tinha 1 050 habitantes (densidade: 14,7 hab./km²).
Foi criada em 1 de janeiro de 2016, a partir da fusão das antigas comunas de Bussière-Boffy e Mézières-sur-Issoire.